# Alcoholtest

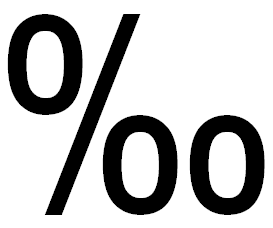
Promilleteken

De klinisch chemische bepaling van alcohol in bloed of urine wordt uitgevoerd door middel van een enzymatische methode of met behulp van gaschromatografie. Bij de laatste methode kan tevens bepaald worden om welke soort alcohol het gaat (bijvoorbeeld methanol of isopropylalcohol).

## Toepassingen
1. bij alcoholvergiftiging;
2. bij een coma waarvan de oorzaak onbekend is;
3. bij de handhaving van de wetgeving rond alcohol en verkeer.

## Uitvoering
Bij bepaling uit het bloed wordt een venapunctie, bloedafname uit een ader, gedaan. Verder zijn geen specifieke voorbereidingen noodzakelijk. De huid mag bij afname van het bloed niet ontsmet zijn met een alcoholhoudend desinfecteermiddel.

## Interpretatie
Alcohol wordt via de poortader naar de lever vervoerd. Daar vindt omzetting plaats. De snelheid waarmee dit gebeurt, is gemiddeld 10 g alcohol per uur. Deze snelheid is afhankelijk van lichaamsgewicht en tijd, niet van de hoeveelheid alcohol. De combinatie van alcohol en bepaalde medicijnen (barbituraten) vertraagt de omzetting en versterkt het effect op het centrale zenuwstelsel.
Op de nuchtere maag zal de hoeveelheid alcohol in het bloed maximaal zijn na 40 tot 70 minuten. Na de maaltijd wordt deze tijd verlengd. De waarde waarop er sprake is van intoxicatie van alcohol kan sterk per persoon verschillen.
De volgende waarden gelden als referentie:
- wettelijk: 10 mmol/l
- in bloed: negatief (< 2 mmol/l)
- in urine: negatief (< 2 mmol/l)
- in bloed: toxisch: 32 mmol/l

Uitslagen in urine blijven langer positief dan in bloed of uitademingslucht.

## Alternatieve methoden
Andere methoden om alcoholmisbruik aan te tonen zijn bepaling van:
- ALAT
- ASAT
- CDT
- GGT
- MCV